# Max Brückner
Pour les articles homonymes, voir Bruckner.
Johannes Max Brückner (5 août 1860 - 1er novembre 1934) est un géomètre allemand, connu pour sa collection de modèles polyédriques.

## Formation

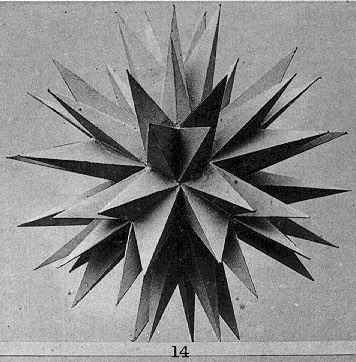
Photo de Brückner de la stellation finale de l'icosaèdre, un polyèdre étoilé étudié pour la première fois par Brückner.

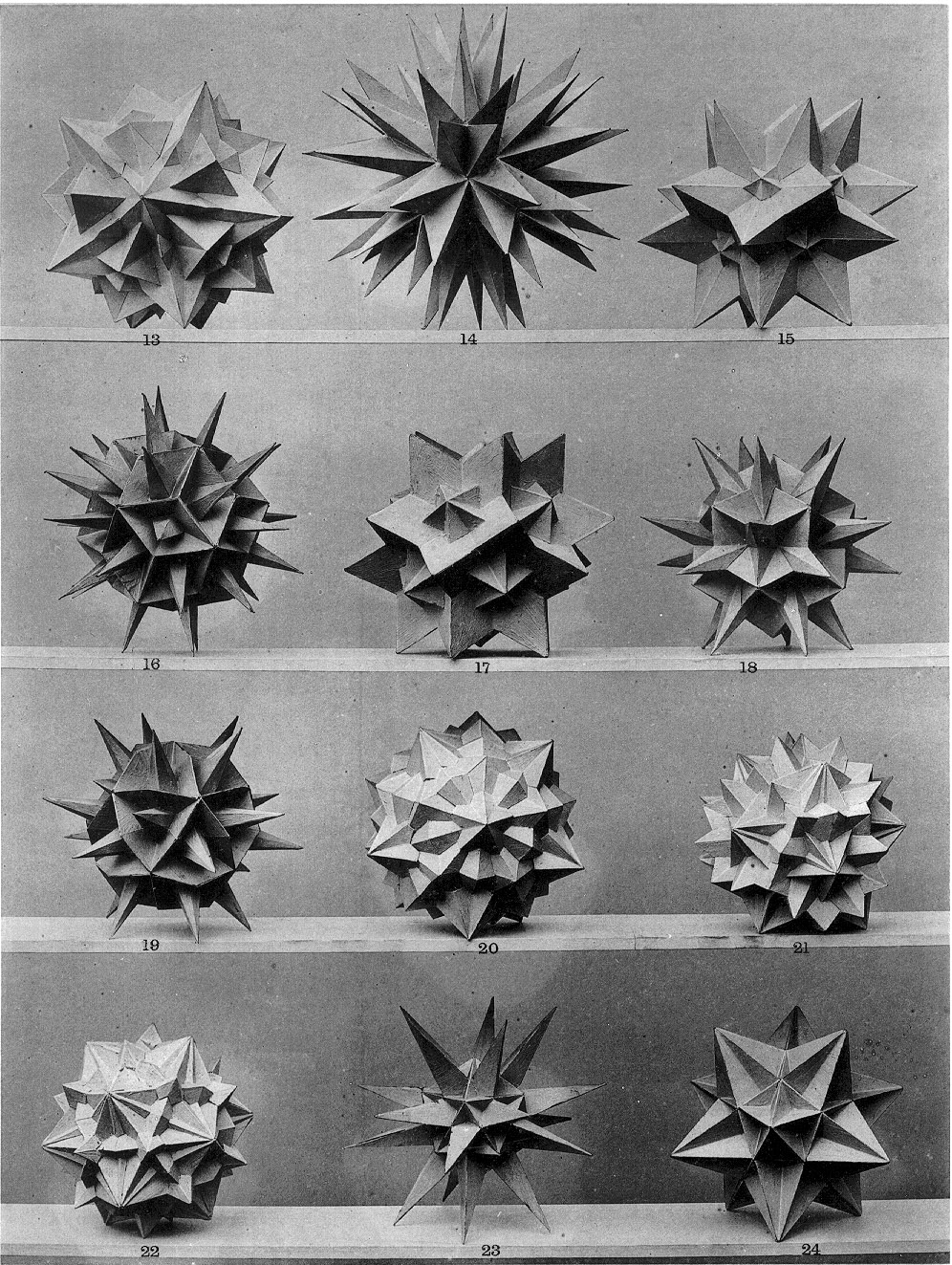
Photo de modèles de polyèdres par Brückner.

Brückner est né le 5 août 1860 à Hartau, dans le royaume de Saxe, une ville qui fait maintenant partie de Zittau, en Allemagne. Il obtient un doctorat à l'université de Leipzig en 1886, sous la direction de Felix Klein et Wilhelm Scheibner, avec une thèse sur les cartes conformes. Après avoir enseigné dans un lycée de Zwickau, il s'installe au gymnasium de Bautzen.

## Travaux
Brückner est connu pour faire de nombreux modèles géométriques, en particulier de polyèdres étoilés et uniformes, qu'il a documentés dans son livre Vielecke und Vielflache: Theorie und Geschichte (Polygons and polyhedra: Theory and History, Leipzig: BG Teubner, 1900),. Les formes étudiées pour la première fois dans ce livre incluent la stellation finale de l'icosaèdre (en) et le composé de trois octaèdres (en), rendu célèbre par l'estampe Stars (en) de Maurits Cornelis Escher. Joseph Malkevitch considère la publication de ce livre, qui a documenté tout ce qui était connu sur les polyèdres à l'époque, comme l'un des 25 jalons de l'histoire des polyèdres. Malkevitch écrit que les « belles images de polyèdres uniformes ... ont servi d'inspiration aux gens plus tard ».

## Distinctions
Brückner est un orateur invité au Congrès international des mathématiciens à Heidelberg (1904), Rome (1908), Cambridge (1912) et Bologne (1928). En 1930–1931, il fait don de sa collection modèle à l'université de Heidelberg et l'université lui a décerné à son tour un doctorat honorifique en 1931,.
Depuis 1893 il est membre de la Deutsche Mathematiker-Vereinigung (« Société allemande de mathématiques ») 
Brückner est décédé le 1er novembre 1934 à Bautzen.

## Publications
- Die Elemente der vierdimensionalen Geometrie mit besonderer Berücksichtigung der Polytope, Jahresbericht des Vereins für Naturkunde zu Zwickau 1893
- Vielecke und Vielflache – Theorie und Geschichte, Teubner, Leipzig, 1900
- Über die gleicheckig-gleichflächigen, diskontinuierlichen und nichtkonvexen Polyeder. dans: Abhandlungen der kaiserlichen leopoldinisch-carolinischen deutschen Akademie der Naturforscher, vol. 86, p. 1–348, Halle 1906.